# 大友順治
大友 順治（おおとも じゅんじ、1889年（明治22年）4月4日 - 1966年（昭和41年）10月14日）は、日本の政治家。宮城県富谷村長（2期）。

## 来歴
宮城県黒川郡富谷村（のち富谷町、現・富谷市）出身。富谷高等小学校卒。家業（米穀・食糧・肥料・雑貨の販売）に従事し、1929年（昭和4年）富谷村会議員に当選。1945年（昭和20年）11月富谷村長に就任した。
1947年（昭和22年）地方自治法の施行に伴う初の公選による富谷村長に当選した。戦後の財政的に苦しい時期に六・三・三制による教育改革での新制中学校校舎建設計画を立案し、着工に至り、完成にこぎつけた。また、度重なる台風被害に対し、災害からの早期復旧事業の達成に力を入れた。一方、自作農創設特別措置法に基づき設置された農業委員会の委員長に就任。ほかに、富谷村消防団長や公民館長も兼任した。
村長は1951年（昭和26年）まで務め、村長退任後も村教育委員長、森林組合長となった。
1966年（昭和41年）に死去した。